# Église Sainte-Marie de Hanovre

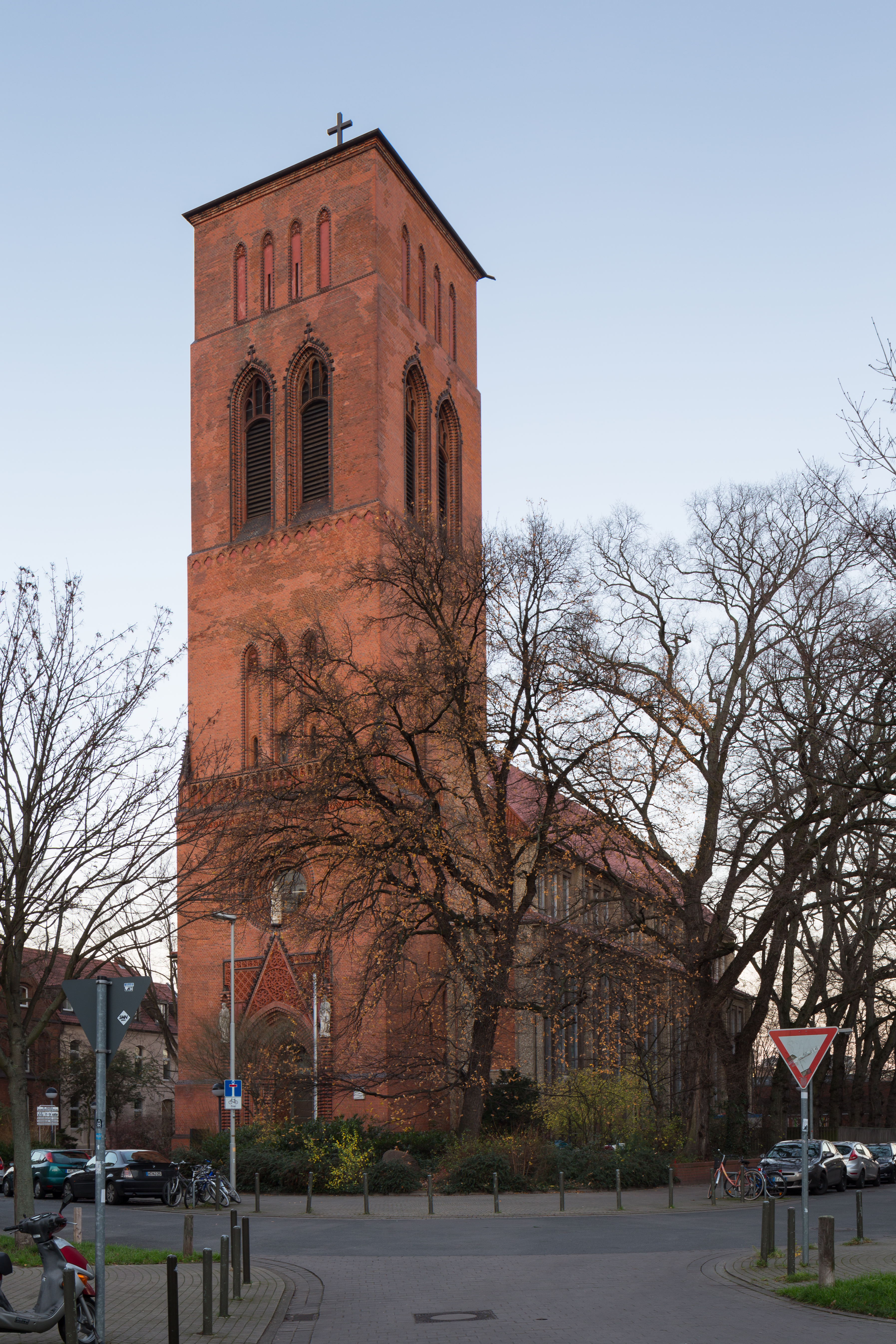
Vue de l'église.

L'église Sainte-Marie (Marienkirche) est une église catholique de la ville de Hanovre en Allemagne. Elle se situe dans la partie Nord de la ville. Elle dépend du diocèse de Hildesheim.

## Histoire et description
L'église est construite selon les plans de Christoph Hehl (de) de 1886 à 1890 dans le style néogothique. Elle se présente selon un plan basilical. Elle est consacrée le 20 mai 1890 par Daniel Wilhelm Sommerwerck. C'est la deuxième église catholique de la ville après l'église Saint-Clément. Ludwig Windthorst a joué un rôle majeur dans le développement de la Marienkirche. Il y a trouvé sa dernière demeure en 1891.
En 1913, List, Vahrenwald et les faubourgs limitrophes au nord sont incorporés en une nouvelle municipalité appelée St. Joseph séparée de la paroisse. De 1917 à 1938, Wilhelm Maxen est curé de Sainte-Marie. Le prêtre et martyr Christoph Hackethal (mort en 1942 à Dachau) était vicaire de la paroisse.
Pendant la Seconde Guerre mondiale, l'église est endommagée par les bombardements alliés du 26 juillet 1943, du 9 octobre 1943, du 30 janvier 1944 et enfin du 25 mars 1945. Son clocher s'effondre dans ce dernier bombardement et il est déblayé en 1952. Les travaux de reconstruction des murs extérieurs ont lieu en 1953/1954, l'intérieur à trois nefs, plus simple, est terminé en 1979 sous la direction de Heinrich Gerhard Bücker.
L'église est l'église principale de la nouvelle paroisse Sainte-Marie formée le 1er novembre 2006 avec l'église Saint-Adalbert et l'église Sainte-Hedwige; l'église Saint-Christophe ayant quant à elle été fermée au culte et sécularisée en 2019.

## Notes et références

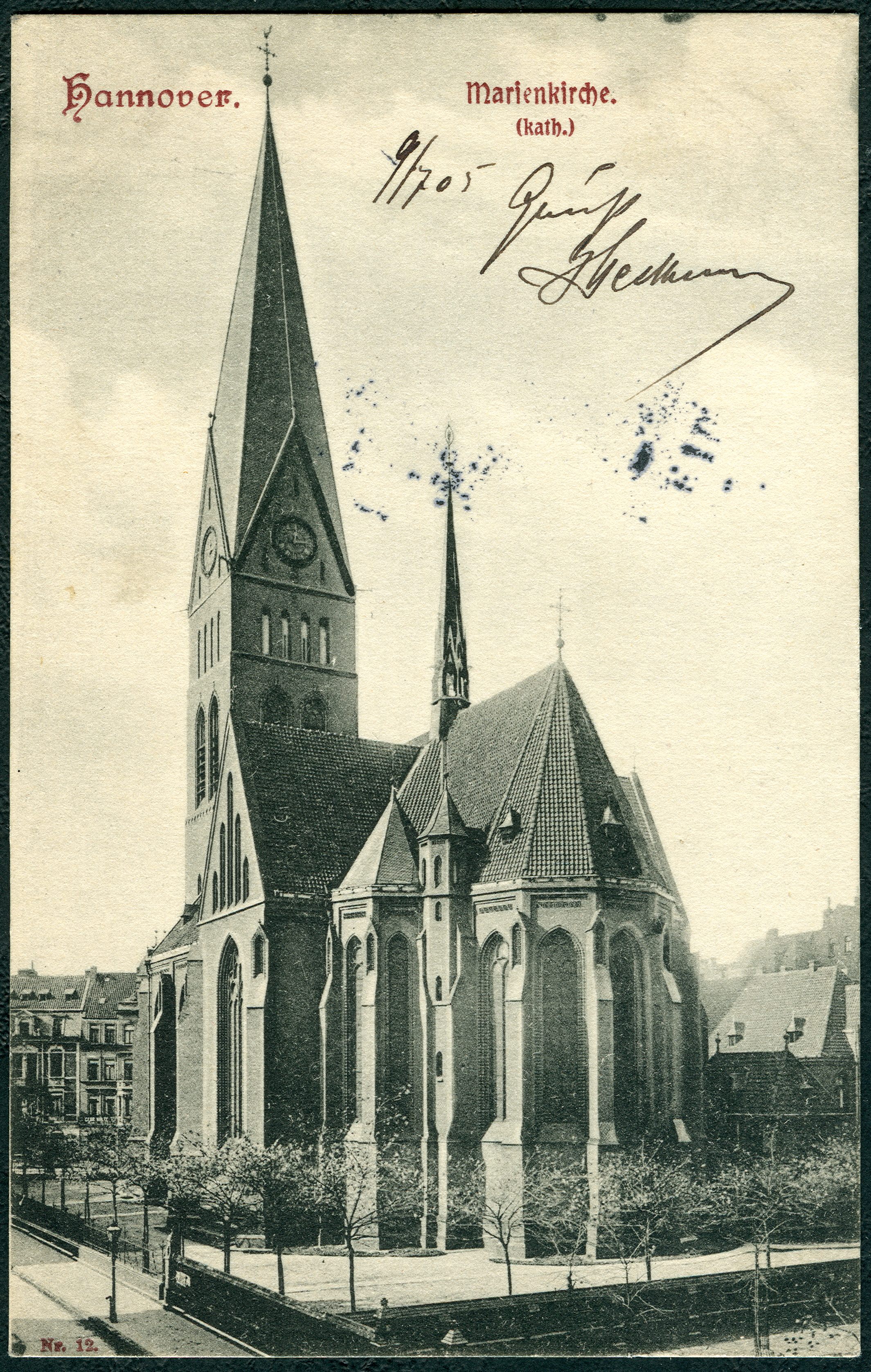
Vue de l'église vers 1900.